# Catedral de María Auxiliadora (Kohima)
La Catedral de María Auxiliadora también conocida como la Catedral de Kohima Es la iglesia del obispo de la diócesis de Kohima, y por lo tanto, la iglesia principal de esta diócesis de Nagaland, un estado en la India. La iglesia se caracteriza por su arquitectura que incorpora muchos elementos de las casas tradicionales naga, incluyendo su fachada que se asemeja a la de una casa de Naga. La arquitectura de la catedral se integra en la colina sobre la que se sitúa. El Crucifijo de madera tallada de 16 pies de alto es una de las cruces más grandes de Asia. La catedral fue conceptualizada por el primer obispo de Kohima, Abraham Alangimattathil. El complejo de la catedral también contiene la tumba del obispo Alangimattathil. La construcción comenzó en 1986 y la iglesia fue consagrada en enero de 1991.